# Comté de Livingston (New York)
Pour les articles homonymes, voir Comté de Livingston.
Le comté de Livingston (en anglais : Livingston County) est l'un des 62 comtés de l'État de New York, aux États-Unis. Le siège du comté est Geneseo.
Le comté est nommé d’après Robert R. Livingston, qui a aidé à rédiger la Déclaration d'indépendance et négocié l’achat de la Louisiane.

## Comtés adjacents
- Comté de Monroe, au nord
- Comté de Genesee, au nord-ouest
- Comté de Wyoming, à l'ouest
- Comté de Steuben, au sud-ouest
- Comté d'Allegany, au sud-est
- Comté d'Ontario, à l'est

## Population
La population du comté s'élevait à 61 834 habitants au recensement de 2020.
| Groupe                           | Comté de Livingston | New York | États-Unis |
| -------------------------------- | ------------------- | -------- | ---------- |
| Blancs                           | 93,8                | 66,8     | 72,4       |
| Afro-Américains                  | 2,4                 | 15,9     | 12,6       |
| Métis                            | 1,5                 | 3,0      | 2,9        |
| Asiatiques                       | 1,2                 | 7,3      | 4,8        |
| Autres                           | 0,8                 | 7,5      | 6,4        |
| Amérindiens                      | 0,3                 | 0,6      | 0,9        |
| Total                            | 100                 | 100      | 100        |
|                                  |                     |          |            |
| Hispaniques et Latino-Américains | 2,8                 | 17,6     | 16,7       |

Selon l'American Community Survey, en 2010 95,18 % de la population âgée de plus de 5 ans déclare parler l'anglais à la maison, 2,43 % déclare parler l'espagnol et 2,39 % une autre langue.

## Photos

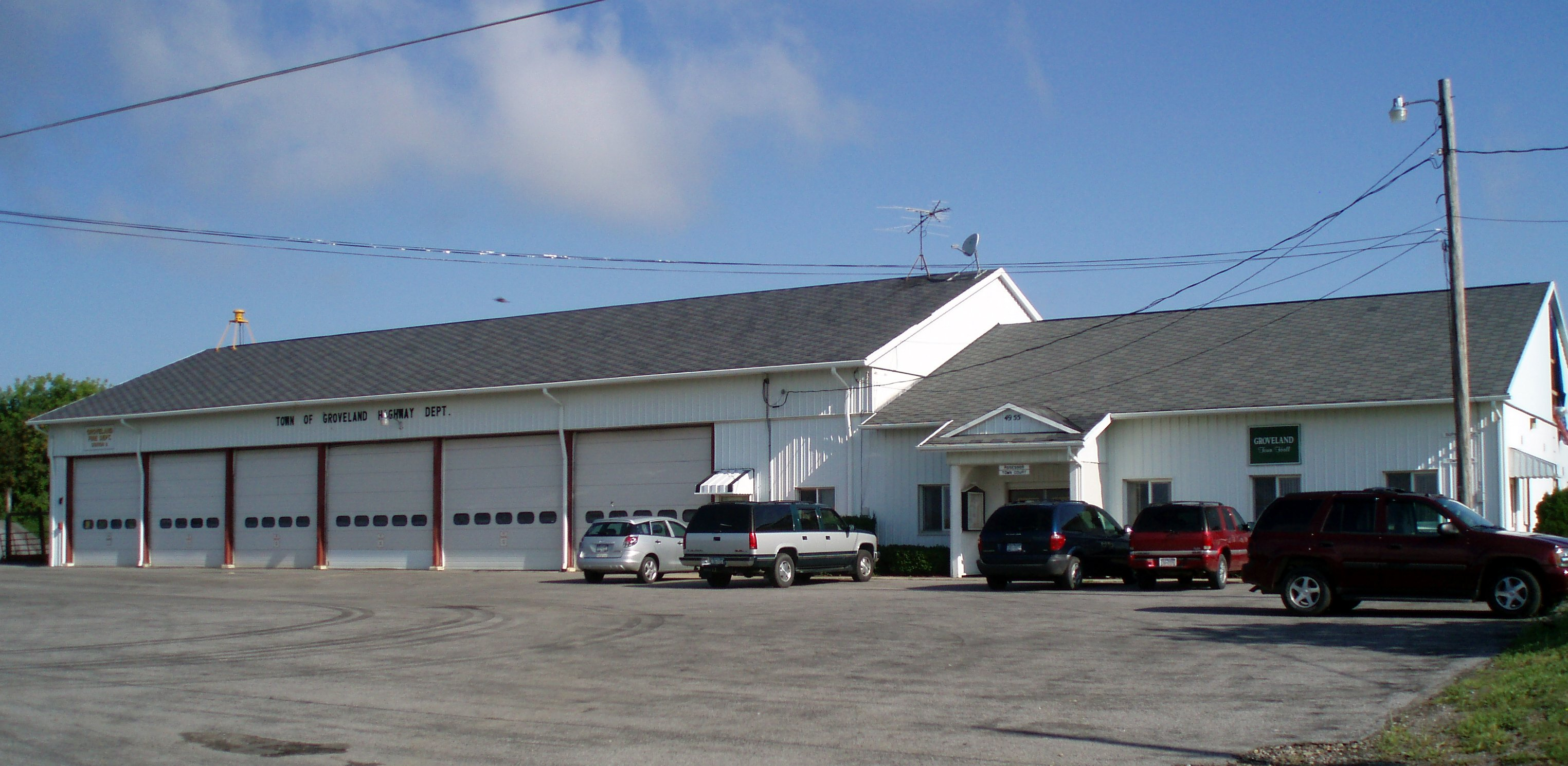
Mairie de Groveland.
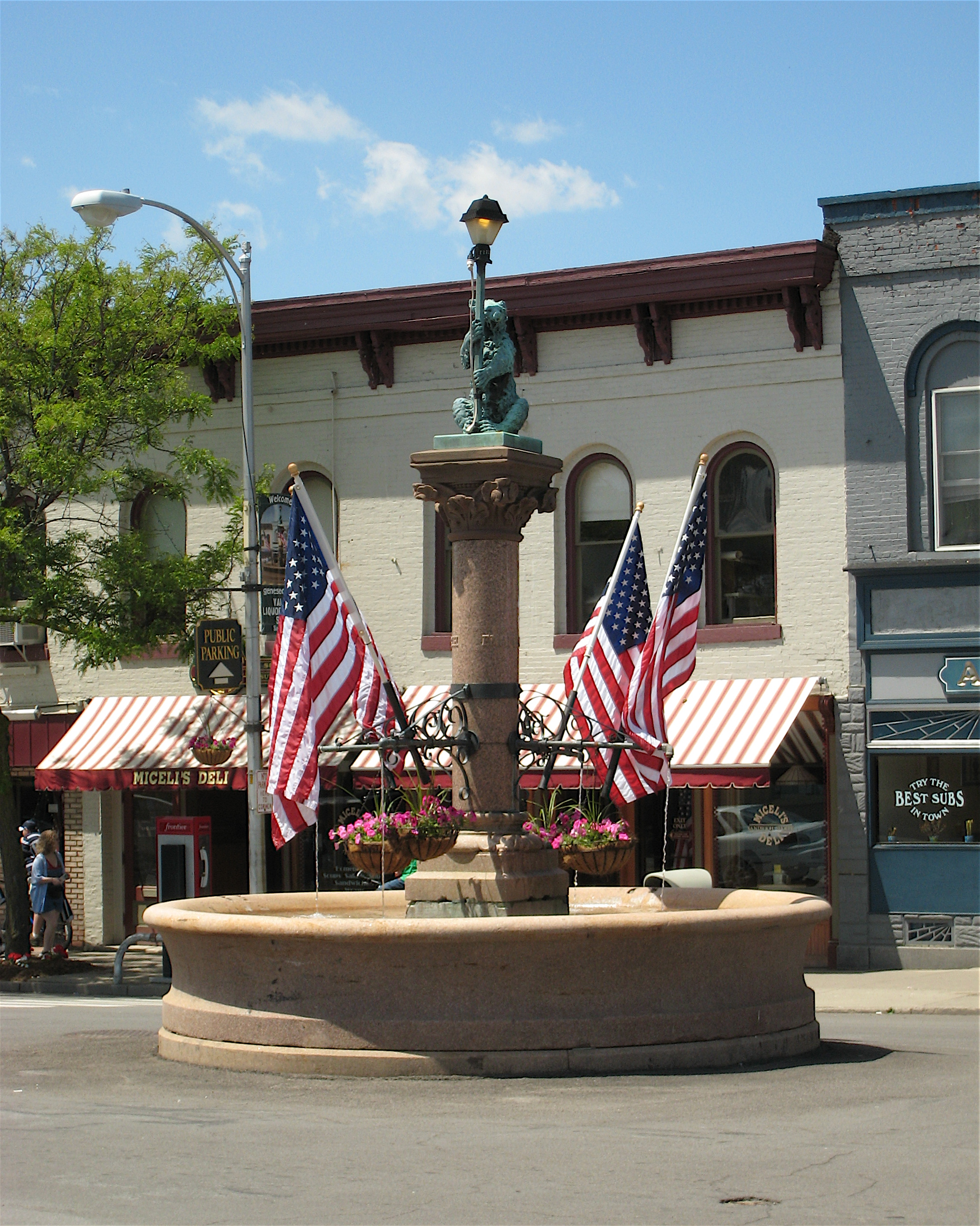
Fontaine de l'Ours à Geneseo.
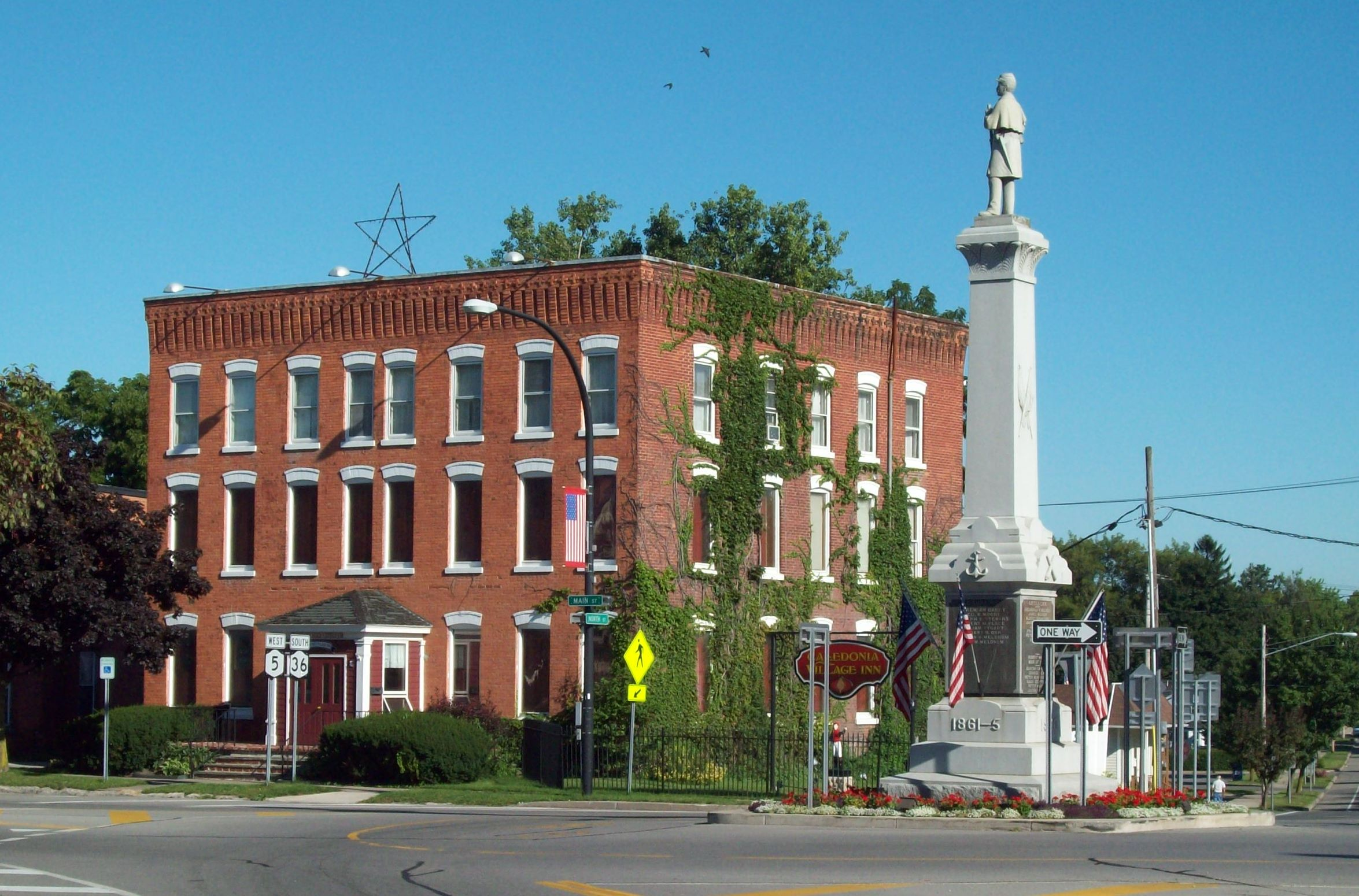
La Village Inn de Caledonia et le monument de la guerre de Sécession.